# Chauffry
Chauffry ist eine französische Gemeinde im Département Seine-et-Marne in der Île-de-France. Sie gehört zum Kanton Coulommiers (bis 2015 Kanton Rebais) im Arrondissement Meaux. Sie grenzt im Norden an Saint-Denis-lès-Rebais, im Osten und im Süden an Saint-Siméon, im Südwesten an Chailly-en-Brie und im Westen an Boissy-le-Châtel.

## Bevölkerungsentwicklung
| Jahr      | 1962 | 1968 | 1975 | 1982 | 1990 | 1999 | 2008 | 2013 |
| --------- | ---- | ---- | ---- | ---- | ---- | ---- | ---- | ---- |
| Einwohner | 424  | 408  | 456  | 662  | 762  | 850  | 937  | 1023 |

## Sehenswürdigkeiten
- Kirche Saint-Sulpice
- ehemaliges Schul- und Gemeindehaus

|  |  |